# Lauren Leech
Lauren Leech (* 7. März 1986 in Miami, Florida) ist eine US-amerikanische Schauspielerin.

## Leben
Leech ist 1986 in Miami geboren. Sie ging auf die Saint Edward's School in Vero Beach, Florida. Ihre erste Rolle hatte sie 2002 in der Muppet-Show-Verfilmung Kermit der Frosch des Regisseurs David Gumpel. In dem Thriller Lonely Hearts Killers des Regisseurs Todd Robinson aus dem Jahr 2006 spielte sie einen Teenager. Im darauffolgenden Jahr 2007 spielte sie in der US-amerikanischen Filmkomödie Sydney White – Campus Queen des Regisseurs Joe Nussbaum sie die Rolle der Katy. In dem US-amerikanischen Actionfilm The Fighters aus dem Jahr 2008 spielte sie die Rolle der Jenny.

## Filmografie
- 2002: Kermit der Frosch (Kermit's Swamp Years: The Real Story Behind Kermit the Frog's Early Years)
- 2006: Lonely Hearts Killers (Lonely Hearts)
- 2007: Sydney White – Campus Queen (Sydney White)
- 2008: The Fighters (Never Back Down)